# Escober de Tábara
Escober de Tábara es una pequeña población situada en la provincia de Zamora, en la comunidad autónoma de Castilla y León, España. Es una localidad con ayuntamiento en Ferreruela, que se encuentra a 11 km de distancia. Escober cuenta con 82 habitantes según datos del (INE 2024), hecho que plantea un riesgo real de convertirse en un despoblado si las instituciones públicas no revierten la situación a base de incentivos. Situación que en 2022 se ve agravada por un grave incendio forestal con epicentro en Losacio, el cual obligó a evacuar la totalidad de la población, así como la mayoría de los pueblos de la zona.

## Geografía
Escober de Tábara se encuentra entre los pueblos de San Martín de Tábara y Tábara. Se localiza en un valle, y es una zona vigilada por una colina denominada Peña el Castro. Dista a 49,2 km de la capital zamorana. El acceso principal se halla a través de la N-631, cogiendo posteriormente la carretera provincial ZA-901 (Tábara-San Martín de Tábara) por la salida de Tábara.

## Historia
Durante la Edad Media Escober quedó integrado en el Reino de León, cuyos monarcas habrían acometido la repoblación de la localidad dentro del proceso repoblador llevado a cabo en la zona,  quedando integrado desde 1371 en el señorío de Tábara, posterior Marquesado de Távara. En 1471 se firmaron las escrituras que definen a esta zona como pueblo, firma que se realizó entre los nuevos pobladores y Pedro Pimentel Vigil de Quiñones. Fueron escrituras donde los nuevos pobladores se comprometieron a pagar fuero perpetuo y carneros. Entonces Escober albergaba una población de 14 vecinos y un eclesiástico.
Dada su pertenencia al señorío tabarés, durante la Edad Moderna Escober de Tábara estuvo integrado asimismo en el partido de Tábara de la provincia de Zamora, tal y como reflejaba en 1773 Tomás López en Mapa de la Provincia de Zamora. Así, al reestructurarse las provincias y crearse las actuales en 1833, la localidad se mantuvo en la provincia zamorana, dentro de la Región Leonesa, integrándose en 1834 en el partido judicial de Alcañices, dependencia que se prolongó hasta 1983, cuando fue suprimido el mismo e integrado en el Partido Judicial de Zamora.
Finalmente, en torno a 1850, el antiguo municipio de Escober de Tábara se integró en el de Ferreruela.

## Demografía
| 69 | 146 | 143 | 143 | 136 | 130 | 126 | 117 | 115 | 112 | 108 |

- Los datos de 1842 son los únicos recogidos por el INE de Escober de Tábara como municipio independiente; reseñar que dicha cifra pertenece a la población de derecho, por el contrario de las demás que son población de hecho.
- Sólo se disponen de datos poblacionales concretos desde el año 2000 en la Relación de Unidades Poblacionales de Ferreruela. En años anteriores hay que remitirse solamente a Ferreruela de Tábara como municipio global.

## Patrimonio
Destacan la Iglesia de San Pelayo, las fuentes tradicionales, agrupaciones de corrales en La Zamorana y Las Gurrietas, además de manantiales, un potro de herrar, portones aldabas, un antiguo molino, corrales, y una Arquitectura rural humilde y auténtica, así como lo que fue la Casa del convento.

## Fiestas
- San Pelayo Mártir, el 26 de junio (fiestas patronales).
- El último fin de semana de agosto se celebran las fiestas de Escober.